# Hyponephele brevistigma
Hyponephele brevistigma là một loài bướm thuộc họ Nymphalidae. Nó có thể được tìm thấy ở Afghanistan, miền bắc Pakistan, Kashmir, miền tây Pamirs và sườn phía nam của núi Alai.

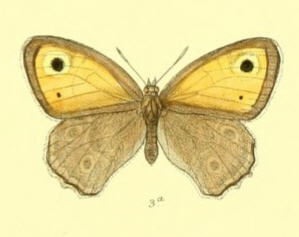

Con trưởng thành bay từ tháng 6 đến tháng 8.

## Phụ loài
- Hyponephele brevistigma brevistigma
- Hyponephele brevistigma evanescens (WesternPamirs)
- Hyponephele brevistigma alaina (sườn phía namm của núi Alaisky)